# Mus musculoides
Mus musculoides là một loài động vật có vú trong họ Chuột, bộ Gặm nhấm. Loài này được Temminck mô tả năm 1853.

## Hình ảnh

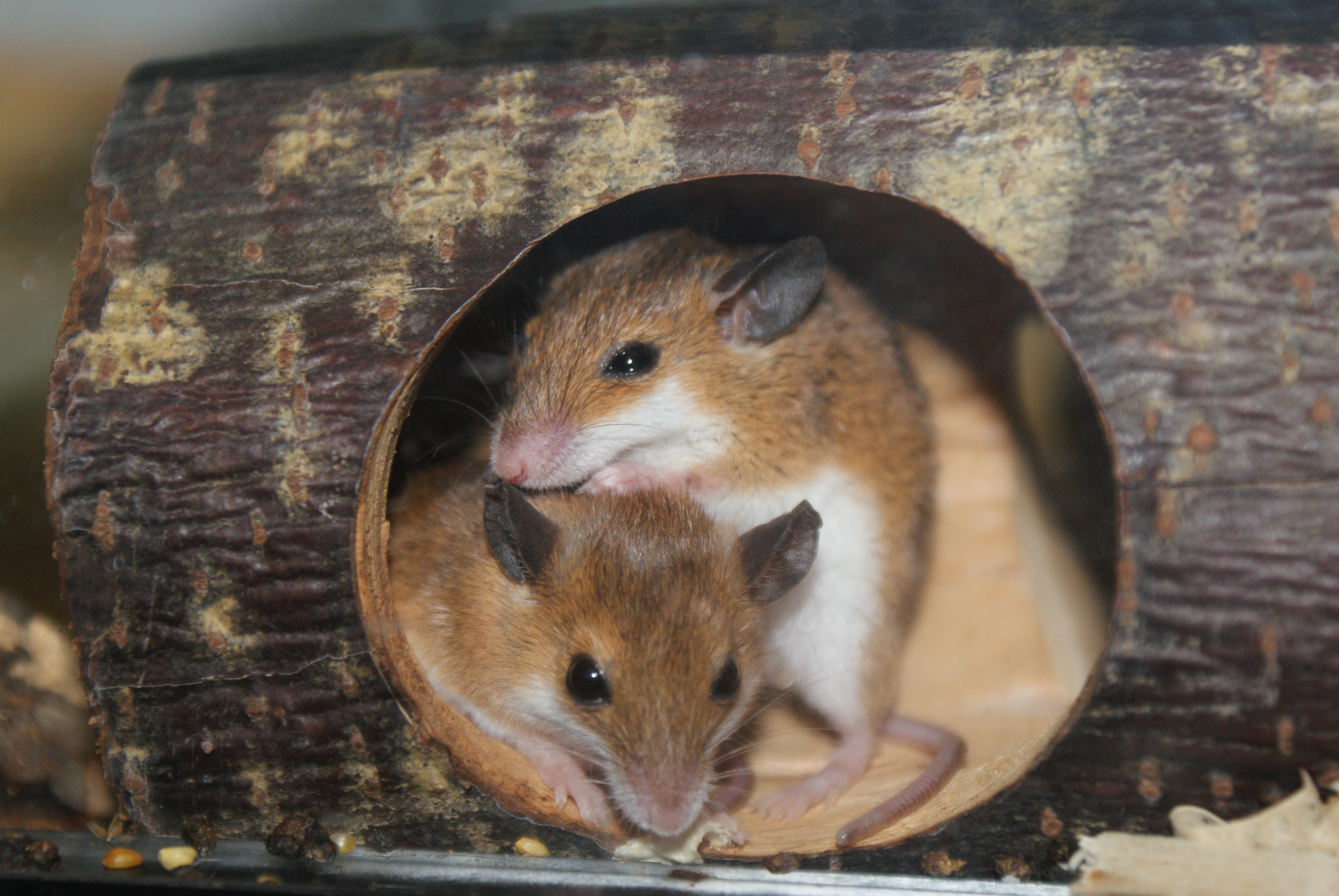
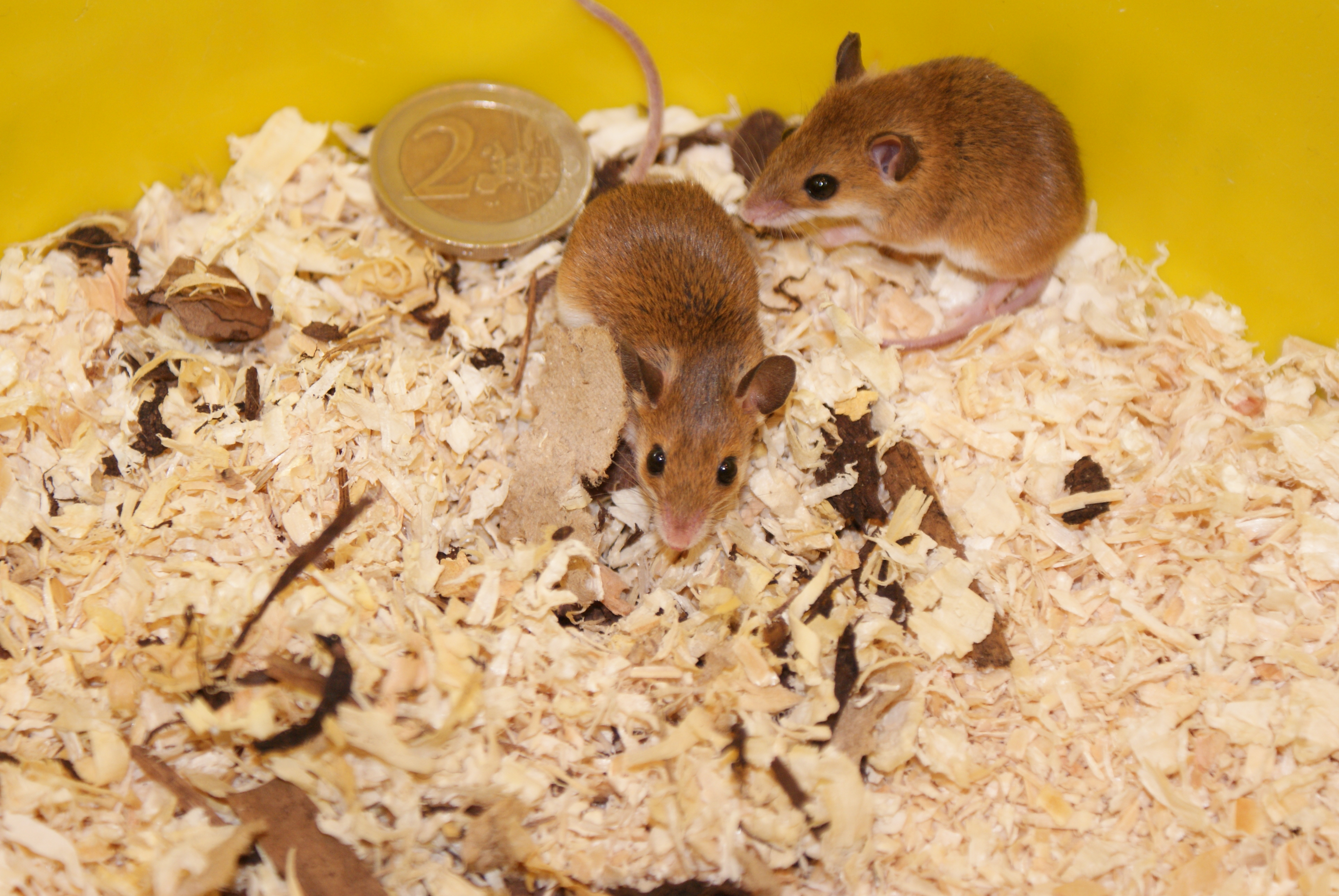
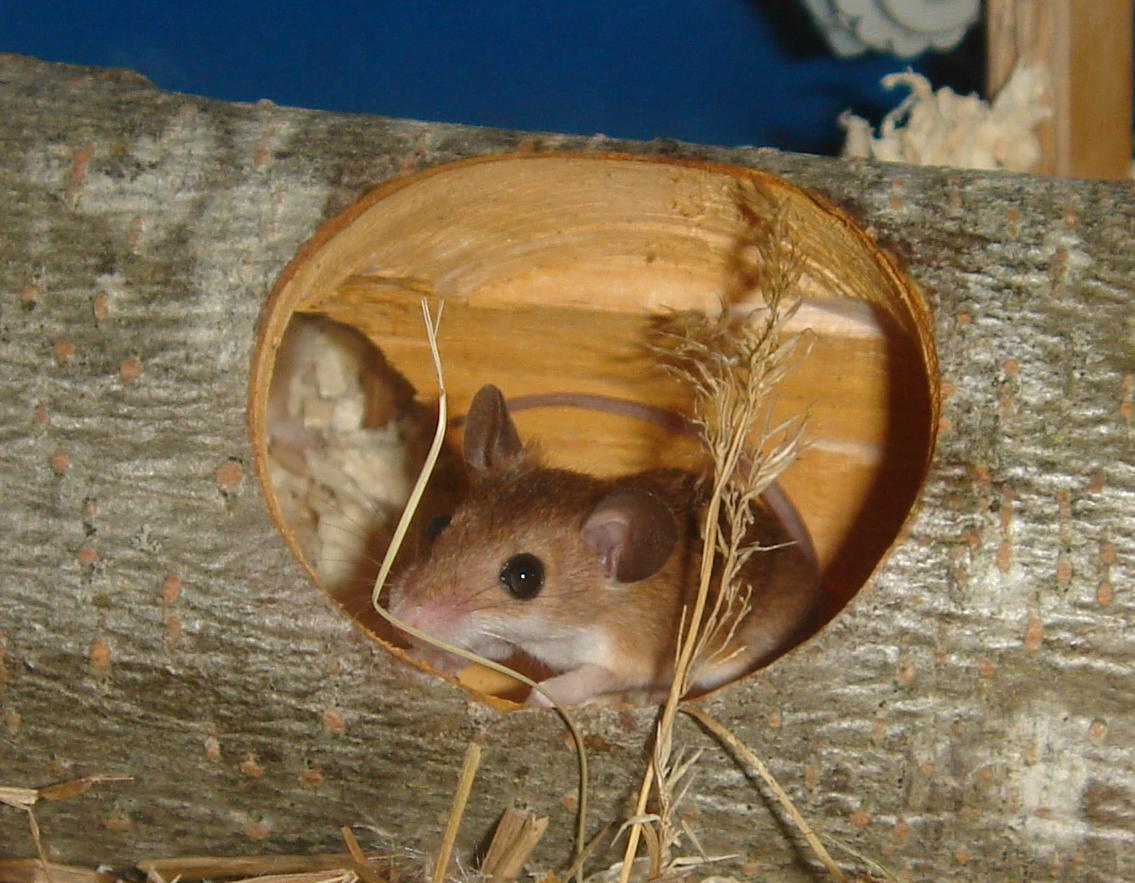